# Maria Wendt (konstnär)
Maria Wendt,  född 20 september 1891 i Perstorps församling, Kristianstads län, död 18 juni 1970, var en svensk konstnär. Hon var syster till Otto Wendt och Wilhelmina Wendt.
Wendt, som var dotter till ingenjör Wilhelm Wendt och Minna Pauly, studerade vid Althins målarskola i Stockholm 1914–1915 och vid Önnestads lantmannaskola 1929–1930. Hon var arrendator av Gustafsborgs säteri 1932–1950. Hon var förrådsförvaltare vid Svenska Röda Korset i Perstorp från 1961. Hon var även verksam som konstnär, främst porträttmålare. Maria Wendt är begravd på Perstorps gamla kyrkogård.